# Kathleen Wharton
Kathleen Wharton (Auckland, Nueva Zelanda; 26 de agosto de 1983 - 21 de noviembre de 2024) fue una jugadora de rugby neozelandesa que jugó en las posiciones de segunda línea y ala.

## Carrera

### Club
Jugó toda su carrera con New Zealand Warriors de 2019 a 2024, equipo con el que debutó en la victoria por 16–12 sobre Sydney Roosters.

### Selección nacional
Jugó para Nueva Zelanda en 14 ocasiones de 2008 a 2019 con el que anotó un try y cuatro puntos, con quien ganó la Copa Mundial Femenina de Rugby League de 2008 y fue finalista en la Copa Mundial Femenina de Rugby League de 2013 donde perdió ante Australia.
En 2019 jugó con las Māori All Stars en dos ocasiones hasta 2020.

## Logros
- Copa Mundial Femenina de Rugby League (1): 2008